# Limite de exposição permissível
O limite de exposição permissível (PEL, do inglês permissible exposure limit ou OSHA PEL) é um limite legal nos Estados Unidos para exposição de um empregado a uma substância química ou agente físico. Para substâncias químicas, a regulação de substâncias químicas é usualmente expressa em partes por milhão (ppm), ou algumas vezes em miligramas por metro cúbico (mg/m3).